# Iwo Skałkowski

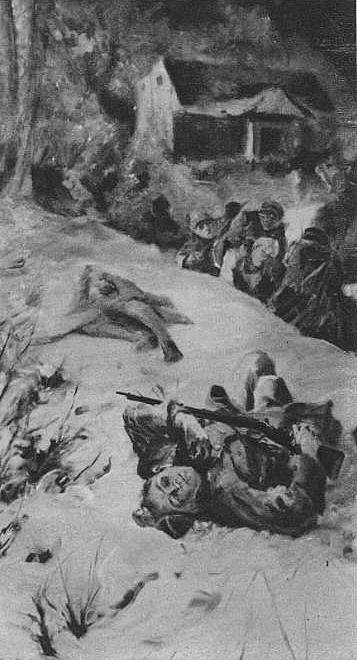
Śmierć por. Iwo Skałkowskiego pod dworkiem na Persenkówce – uwieczniona na obrazie Stanisława Batowskiego

Iwo Nałęcz-Skałkowski (ur. 14 marca 1896 we Lwowie, zm. 28 grudnia 1918 w Persenkówce) – porucznik kawalerii Wojska Polskiego.

## Życiorys
Urodził się 14 marca 1896 we Lwowie. Był synem Bronisława Skałkowskiego herbu Nałęcz i Marii z domu Chojeckiej herbu Lubicz. W 1914 ukończył chlubnie VIII klasę i zdał egzamin dojrzałości z odznaczeniem w Prywatnym Gimnazjum im. Mickiewicza we Lwowie (w jego klasie był m.in. Karol Harasimowicz). Po maturze miał podjąć studia techniczne.
W czasie I wojny światowej walczył w szeregach cesarsko-królewskiego Pułku Strzelców Konnych Nr 1. Na stopień podporucznika został mianowany ze starszeństwem z 1 stycznia 1916 w korpusie oficerów rezerwy strzelców konnych.
W 1918 był studentem agronomii. Uczestniczył w obronie Lwowa podczas wojny polsko-ukraińskiej. W stopniu porucznika w szeregach 1 pułku Strzelców Lwowskich brał udział w walkach na odcinku III „Góra Stracenia” pod komendą rtm. Romana Abrahama, odznaczając się odwagą. Pod koniec walk we Lwowie (22 listopada) dowodził plutonem, zajmując wówczas wraz z Polakami rynek miasta.
W trakcie dalszych walk z Ukraińcami 28 grudnia 1918 dowodził 40-osobową obroną (redutą), złożoną z 7 i 8 kompanii 1 pułku Strzelców Lwowskich, która powstrzymywała wstęp do Lwowa przy dworku na Persenkówce . Wobec przeważającej siły wroga i wskutek wytracenia amunicji obrońcy zabarykadowali się w tamtejszym budynku, a po wdarciu się do niego Ukraińców i wywiązanej walce wręcz, 28 grudnia 1918 wszystkich 40 Polaków zostało zamordowanych. Ostatnie słowa por. Skałkowskiego brzmiały:

Powiedzcie matce, niech nie płacze po mnie, bo umieram za Polskę.

Pomimo tragicznego finału obrony reduty, wytrwała walka i bohaterstwo oddziału por. Skałkowskiego w następstwie przyczyniły się do przybycia na czas ranem 29 grudnia posiłków polskich, które powstrzymały i odepchnęły Ukraińców od Persenkówki. Obrona Persenkówki została okrzyknięta mianem drugiej polskiej „Reduty Ordona”.

## Upamiętnienie
Dekretem z 20 maja 1919 porucznik Iwo Skałkowski został pośmiertnie awansowany na stopień rotmistrza w uznaniu zasług i waleczności.
Władze Politechniki Lwowskiej zaplanowały na październik 1923 odsłonięcie tablicy pamiątkowej z nazwiskami studentów uczelni poległych w walkach o niepodległość 1918-1921; wśród upamiętnionych był Iwo Skałkowski.
Po ekshumacji szczątki Iwo Skałkowskiego w 1932 zostały pochowane w krypcie katakumby IV na Cmentarzu Obrońców Lwowa.
Zgon por. Skałkowskiego przy dworku na Persenkówce wraz oddziałem „Reduty Śmierci” utrwalił na obrazie malarz Stanisław Batowski, który wykonał dzieło na prośbę 38 pułku piechoty Strzelców Lwowskich, a malowidło zawieszono w kasynie oficerskim tej jednostki.
Nazwisko Iwo Nałęcz-Skałkowskiego zostało wymienione na tablicy umieszczonej na Pomniku Obrońców Lwowa na Persenkówce, w gronie poległych w dniach 27–30 XII 1918.
Uchwałą Rady Miasta Lwowa z listopada 1938 jednej z ulic we Lwowie nadano imię Iwo Nałęcz-Skałkowskiego.

## Ordery i odznaczenia
- Krzyż Srebrny Orderu Virtuti Militari – pośmiertnie (dekoracja dokonana 17 kwietnia 1921 we Lwowie przez gen. broni Tadeusza Rozwadowskiego)[25][6]
- Krzyż Niepodległości – pośmiertnie (4 listopada 1933, za pracę w dziele odzyskania niepodległości)[26]
- Krzyż Walecznych – czterokrotnie[6]
- Odznaka Honorowa „Orlęta”[6]
- Odznaka Rycerzy Śmierci[6]
- Odznaka pamiątkowa III Odcinka „Obrony Lwowa”[6]
- Signum Laudis Brązowy Medal Zasługi Wojskowej z mieczami na wstążce Krzyża Zasługi Wojskowej[4]
- Srebrny Medal Waleczności 1 klasy[4]